# 2080 Jihlava
2080 Jihlava је астероид главног астероидног појаса са средњом удаљеношћу од Сунца која износи 2,177 астрономских јединица (АЈ).
Апсолутна магнитуда астероида је 13,1.